# Toyota Stadium
Toyota Stadium – stadion piłkarski w mieście Toyota, w Japonii. Został oddany do użytku w lipcu 2001 roku. Może pomieścić 45 000 widzów. Swoje mecze rozgrywa na nim drużyna Nagoya Grampus. Obiekt wyposażony jest w rozsuwany dach. Rozegrano na nim m.in. spotkania w ramach klubowych mistrzostw świata w latach 2005, 2006, 2007, 2008 i 2011, a także Kirin Cup w roku 2005 i 2008. Stadion był również częścią japońskiej kandydatury na organizację Mistrzostw Świata 2022, która przegrała jednak walkę o organizację turnieju.